# Vinland

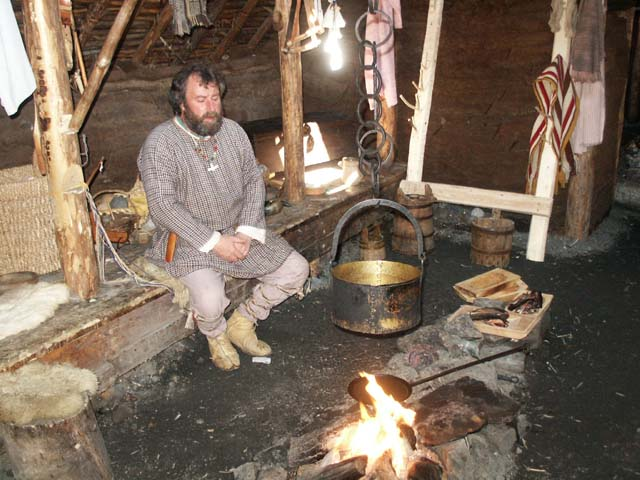
L'Anse aux Meadows a Terranova, luogo di colonizzazione vichinga

Vinland o Vinlandia (in norvegese Vinland) è il nome che i Vichinghi diedero alla porzione di America settentrionale, oggi nota come Terranova, che raggiunsero durante una spedizione. Sembra che il toponimo si riferisca alla vite selvatica che vi cresceva in grande quantità, cosa che, secondo le saghe, notò per primo Tyrkir, un guerriero germanico o forse ungherese al seguito dell'esploratore Leif Erikson.
I coloni fondarono lì dei piccoli stanziamenti che tuttavia decaddero rapidamente, molto probabilmente a causa dell'ostilità dei nativi americani e della distanza dalla madrepatria; difatti il Flateyjarbók testimonia che i primi rapporti che i Vichinghi intrattennero con gli abitanti locali non furono per nulla pacifici.
Alcuni scavi archeologici nel sito di L'Anse aux Meadows, nella parte settentrionale dell'isola di Terranova, confermano quello che le fonti antiche dicono sul Vinland. Il primo che ne parlò fu Adamo da Brema nelle sue Gesta Hammaburgensis Ecclesiae Pontificum. Altri importanti riferimenti, più estensivi ma meno attendibili, provengono da alcune saghe contenute nel Flateyjarbók, in particolare la Saga di Erik il Rosso, la Saga dei Groenlandesi e la Saga di Olaf Tryggvason.

## Introduzione
La questione se i Vichinghi siano giunti o meno nel Nordamerica molto prima di Cristoforo Colombo (forse intorno all'anno 1000) è stata a lungo dibattuta dagli storici. Sappiamo che intorno al 980 i Vichinghi islandesi scoprirono la Groenlandia e, trovandola disabitata, si insediarono sulla costa sud-occidentale.
Le prime ipotesi di un successivo sbarco e addirittura di tentativi di insediamento dei Vichinghi in zone come Labrador e Terranova trovavano giustificazione soprattutto in alcuni passi della saga di Erik il Rosso, in cui veniva menzionato un viaggio di Erik in una regione oltre oceano detta Vinland, abitata da un popolo (gli Skrælingar) che sembrava corrispondere alle prime descrizioni dei nativi americani a opera dei successivi esploratori europei.
Nel 1961, la scoperta di tombe vichinghe dell'XI secolo a L'Anse aux Meadows ha fornito una prova della correttezza di questa ipotesi. Oggi si dà per certo che i Vichinghi giunsero, oltre che in Groenlandia, anche sull'isola di Terranova.

## Il problema della localizzazione
I racconti vichinghi descrivono Vinland come una terra ospitale e dal clima mite. L'apparente discordanza tra queste affermazioni e le attuali condizioni climatiche di Terranova si potrebbe collegare al periodo caldo medievale, fenomeno durato sino al XIII secolo circa. D'altronde, anche l'etimo di Groenlandia ("terra verde"), è spiegabile in tal senso, anche se è stato ipotizzato che fosse stato Erik il Rosso ad inventarlo per attirare l'immigrazione.
Molti studiosi affermano di contro che l'insediamento avrebbe dovuto trovarsi in aree notevolmente più meridionali, forse persino ai confini con l'attuale Virginia. Si ipotizza anche che in origine il toponimo fosse scritto Vĭn-land (con la i breve, e non Vīn-land, con la i lunga, come nei codici) con il differente significato di "terra del pascolo", richiamando un paesaggio più tipico delle latitudini più elevate. La radice Vĭn era usatissima per riferirsi ad una fattoria, e ancora oggi si ritrova in Granvin e Bjørgvin (ovvero Bergen); Vĭnland è attestato anche come nome vichingo di una località della Gran Bretagna, l'odierna Woolland. Gli studiosi di linguistica hanno però dimostrato che, sia come prefisso che come suffisso, questo particolare uso di vin era cessato molto prima della colonizzazione dell'Islanda e della Groenlandia.

### L'America, "terra del vino"
Tra il 1000 e il 1200 d.C., le temperature estive in Europa e in Nord America erano più elevate di circa 1 °C rispetto alla media attuale. Per questo si coltivava la vite più a nord e a un'altitudine maggiore di quanto sia possibile oggi. In quel periodo i Vichinghi, navigatori scandinavi, trovarono il passaggio settentrionale dall'Europa all'America e colonizzarono la Groenlandia, il cui nome significa «terra verde». L'inconsapevole scoperta dell'America avvenne poco prima dell'anno 1000, e la nuova terra (probabilmente l'attuale Terranova) venne battezzata Vinland, «terra del vino». Vinland viene menzionata per l'ultima volta nel 1121: poi le temperature gradualmente scesero e i ghiacci bloccarono le rotte verso le nuove terre. Dal 1410 si interrompono anche le notizie sulle colonie vichinghe in Groenlandia.

## Influenze culturali
- In Vinland Saga, un Manga Kodansha scritto da Makoto Yukimura, è presente Leif Erikson e parla del suo viaggio verso Vinland.
- Nell'albo di Zagor Sfida all'ignoto il protagonista compie un viaggio che lo porta nel Vinland a scoprire la presenza di una colonia vichinga abitata dai discendenti degli antichi navigatori.
- Nel videogioco Assassin's Creed: Valhalla, il protagonista raggiunge la Vinlandia per eliminare un suo nemico. Qui si possono visitare diversi campi sia norreni sia indigeni.